# Gräberfeld von Ankum-Druchhorn
Das bronzezeitliche Gräberfeld von Ankum-Druchhorn liegt etwa 1,5 km südwestlich des Ortes beim „Esselmannschen Heuerhaus“ im nördlichsten Ankumer Ortsteil Druchhorn in Niedersachsen.

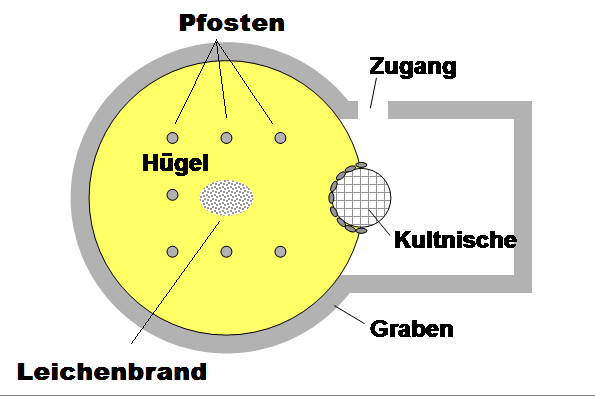
Schema Grabhügel mit Schlüssellochgraben – in Ankum ohne Pfosten und Kultnischen

Das Gräberfeld wurde, da seit dem 19. Jahrhundert sporadisch Funde gemacht wurden, 1976 untersucht. Dabei wurden drei größere Grabhügel sowie etwa 30, annähernd Nordwest-Südost orientierte, Grabhügel mit Schlüssellochgraben und runde Kreisgräben ausgegraben. Die Gräben laufen um, oder weisen im Nordosten Unterbrechungen auf. Bei den Schlüssellochgräben lagen die Unterbrechungen am Übergang vom runden Teil zum Vorhof. 
Die runden Kreisgräben umschlossen Flächen von 2,1 bis 4,1 m Durchmesser. Die Länge der Anlagen mit Schlüssellochgräben schwankt zwischen 4,6 und 9,5 m; ihre kreisförmigen Anteile haben Durchmesser von 2,7–6,0 m. Die Breite der Vorhöfe betrug 2,0 bis 5,0 m. Die Bestattungen erfolgten meist in der Kreismitte bzw. in der Mitte des runden Teils der Schlüssellochgräben. Die Flächen enthielten in der Regel 1–2 Bestattungen, gelegentlich auch nur Holzkohlereste. Die Beisetzungen wurden in Urnen oder als Knochenlager angetroffen. Letztere dürften in Behältnissen aus vergangenem organischem Material (z. B. Holz oder Leder) bestattet worden sein. Randliche Lagen deuten auf Nachbestattungen. Die Gräber waren in der Regel überhügelt, bei den schlüssellochförmigen war gelegentlich nur der runde Teil überhügelt. 
Während die größeren Grabhügel der älteren oder der beginnenden jüngeren Bronzezeit angehören, können die von flachen Hügeln bedeckten Grabeinhegungen aufgrund der gefundenen Grabkeramik einem fortgeschrittenen Stadium der jüngeren Bronzezeit (Periode V nach Montelius) zugewiesen werden.